# Polyura baweanicus
Polyura baweanicus är en fjärilsart som beskrevs av Hans Fruhstorfer 1906. Polyura baweanicus ingår i släktet Polyura och familjen praktfjärilar. Inga underarter finns listade i Catalogue of Life.